# Dominikai peso
A peso a Dominikai Köztársaság hivatalos pénzneme.

## Bankjegyek
2010. július 1-jén új polimer alapú bankjegyet bocsátottak ki. 2011. július 15-től kezdve a Peso oro kifejezés helyett a Peso Dominicanos kifejezést használják a bankjegyeken. 2012. október 1-jén bocsátották ki a 200 pesós bankjegyet.

### 2014-es sorozat
2014-ben új bankjegysorozatot bocsátottak ki. A bankjegyeket a De La Rue nyomtatja 2014. október 2-án bocsátották ki az 50, 100, 500 pesós bankjegyet. 2014. december 14-én bocsátották ki az új 2000 pesós bankjegyet.
| Névérték  | méret       | Szín         | Leírás                                                                 | Leírás                         | Dátumok   | Dátumok         | Dátumok     |
| Névérték  | méret       | Szín         | előlap                                                                 | hátlap                         | nyomtatás | kibocsátás      | visszavonás |
| --------- | ----------- | ------------ | ---------------------------------------------------------------------- | ------------------------------ | --------- | --------------- | ----------- |
| 50 peso   |             | ibolya       | Santa María la Menor-bazilika                                          | La Altagracia-bazilika         | 2014      | 2014 október 2. | forgalomban |
| 100 peso  |             | narancssárga | Francisco del Rosario Sánchez, Juan Pablo Duarte és Matías Ramón Mella | A gróf kapuja Santo Domingóban | 2014      | 2014 október 2. | forgalomban |
| 200 peso  |             | rózsaszín    | Mirabal nővérek                                                        | Mirabal nővérek emlékműve      | 2014      | 2014 október 2. | forgalomban |
| 500 peso  |             | zöld         | Salomé Ureña és Pedro Henríquez Ureña                                  | Központi Bank épülete          | 2014      | 2014 október 2. | forgalomban |
| 1000 peso | 158 x 67 mm | vörös        | Bayahibe virág, Nemzeti Palota épülete                                 | Diego Colón kastélymúzeum      | 2014      | 2014 október 2. | forgalomban |
| 2000 peso |             | kék          | Emilio Prud'Homme és José Rufino Reyes Siancas                         | Nemzeti Színház épülete        | 2014      | 2014 október 2. | forgalomban |